# Гуардамильо
Гуардамѝльо (на италиански: Guardamiglio, на западноломбардски: Guardamei, Гуардамей) е малко градче и община в Северна Италия, провинция Лоди, регион Ломбардия. Разположено е на 49 m надморска височина. Населението на общината е 2684 души (към 2012 г.).